# Роберт I (граф Алансона)

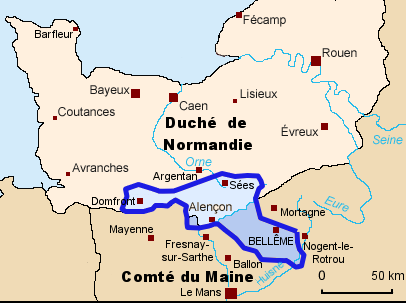
Графство Алансон и сеньория Беллем

Роберт I (фр. Robert Ier d’Alençon; ум. 18 сентября 1217) — граф Алансона с 1191 года из династии Монгомери-Беллем. Второй сын Жана I Алансонского и Беатрис дю Мэн.
Унаследовал Алансон после смерти старшего брата (май 1191).
Оказался вовлечённым в войну Англии и Франции. В 1203 году перешёл на сторону Филиппа II Августа, хотя считался вассалом Плантагенетов как герцогов Нормандии. В результате сохранил все свои земельные владения и в последующем пользовался благосклонностью короля.
С помощью Филиппа Августа женился на Эмме де Лаваль, наследнице нескольких богатых сеньорий. Их сын Роберт II родился после смерти отца и прожил всего два года (умер в январе 1220).
Эмма де Лаваль (1200—1264) была третьей женой Роберта Алансонского. О его первой жене известно только имя — Матильда. Вторая жена — Жанна де Прёйли (ум. 1211), дочь Гозберта де Прёйли. В этом браке было двое детей: Жан (ум. 1212) и Матильда (ум. 1218), жена Тибо VI, графа Блуа.
В 1220 году король Филипп Август выкупил права на графство Алансон у Алисы и Гелии — сестёр Роберта I. Сеньории Сонуа, Монгомери, Мель-сюр-Сарт отошли к Эмери II, виконту Шательро — сыну Алисы Алансонской.
Вдова Роберта Алансонского Эмма де Лаваль в 1218 году вышла замуж за коннетабля Франции Матье II де Монморанси.